# Veit Kels
Veit Kels (Vitus Keltz) (* um 1513/14 in Kaufbeuren; † um 1595 in Augsburg) war ein deutscher Bildschnitzer, Medailleur und Goldschmied.

## Leben
Veit Kels wurde als zweiter Sohn des Künstlers Hans Kels des Älteren und seiner Frau Anna, geborene Müller, in Kaufbeuren geboren. Nach der Ausbildung in der väterlichen Werkstatt begann seine Schaffensperiode um 1536. Am 23. Februar 1546 beantragte er bei der Kaufbeurer „Stadt-Canzley“ die Ausstellung einer Geburtsurkunde. Dieser Schritt dürfte im Zusammenhang mit seinem geplanten Umzug nach Augsburg stehen, wo sein Bruder Hans Kels der Jüngere bereits als Meister tätig war. Am 15. März 1546 erwarb Veit Kels dort ebenfalls die Meistergerechtigkeit in der Zunft der Augsburger Maler, Glaser, Bildschnitzer und Goldschlager. Er war mit Anna Katharina Schißler verheiratet. Veit Kels nahm sich nach dem Tode seines Bruders (um 1565) dessen noch unmündiger Kinder an.

## Werke

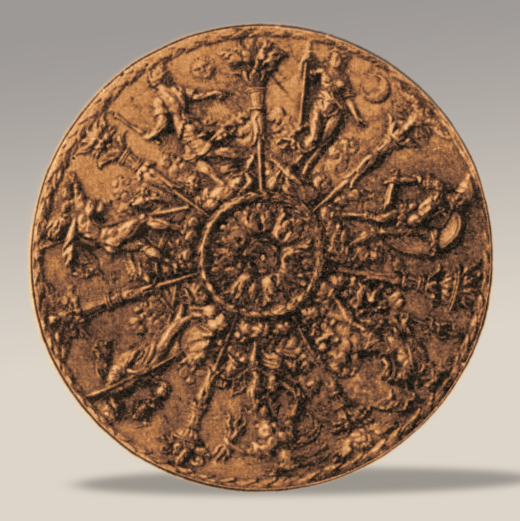
Zifferblatt mit der Darstellung von sieben Planetengottheiten, 1547

- Dreikaisermedaille, 1536, Schatzkammer des Deutschen Ordens, Wien.[5]
- Dreikaisermedaille („Bernhart 43“), 1536, Kunsthistorisches Museum, Wien.[5][6]
- Brettspiel und Spielsteine für den „Langen Puff“, 1537. Kunsthistorisches Museum, Wien.[7] Das wahrscheinlich von Veit Kels gemeinsam mit seinem Vater Hans Kels dem Älteren und Bruder Hans Kels dem Jüngeren in Eiche, Nuss, Palisander, Mahagoni und Rosenholz für Ferdinand I. geschaffene, jedoch nur mit „Hans Kels zu Kaufbeuren“ signierte Brettspiel gilt als das Hauptwerk der Künstlerfamilie Kels.[1][3] Das Zusammenwirken der drei Bildschnitzer in diesem hinsichtlich Stil und Kunstfertigkeit äußerst homogen erscheinenden Werk erschwert somit auch in fortgeschrittenen Schaffensphasen die Unterscheidung der drei Künstler[3] und legt den Gedanken an eine „Marke Hans Kels“ mit einem hausinternen System konsistenter Arbeitsteilung und gegenseitiger Qualitätskontrolle nahe.
- Vier Reliefs mit Szenen aus der Geschichte Simsons, um 1570, Maximilianmuseum Augsburg.[8]
- Reich verziertes Buchsmodell zu einem Zifferblatt mit den Gottheiten der sieben Planeten, 1547, umfasst die Bildnisse von Apollon, Diana, Mars, Merkur, Jupiter, Venus und Saturn, zwischen diesen kandelaberartige Ständer mit ihren Emblemen und zu ihren Füßen die zwölf Tierkreiszeichen, Modell für den Guss eines Uhrzifferblattes, Museum für Kunst und Gewerbe, Hamburg.[9]